# Interlands Engels voetbalelftal 1872-1899
Deze pagina toont een chronologisch en gedetailleerd overzicht van de interlands die het Engels voetbalelftal heeft gespeeld in de periode 1872 – 1899.

## Interlands

### 1872
|                                                                      |           |       |          |                                                                                   |
| 30 november Vriendschappelijk № 1 «onderlinge duels» 14:00 uur (UTC) | Schotland | 0 – 0 | Engeland | Hamilton Crescent, Glasgow Toeschouwers: 3.000 Scheidsrechter: William Keay (SCO) |
| 30 november Vriendschappelijk № 1 «onderlinge duels» 14:00 uur (UTC) |           |       |          | Hamilton Crescent, Glasgow Toeschouwers: 3.000 Scheidsrechter: William Keay (SCO) |

### 1873
|                                                                  |                                                                        |       |                                          |                                                                                           |
| 8 maart Vriendschappelijk № 2 «onderlinge duels» 15:00 uur (UTC) | Engeland                                                               | 4 – 2 | Schotland                                | Kennington Oval, Lambeth, Londen Toeschouwers: 3.000 Scheidsrechter: Theodore Lloyd (ENG) |
| 8 maart Vriendschappelijk № 2 «onderlinge duels» 15:00 uur (UTC) | William Kenyon-Slaney 1', 60' Alexander Bonsor 10' Charley Chenery 75' |       | 2' Henry Renny-Tailyour 20' William Gibb | Kennington Oval, Lambeth, Londen Toeschouwers: 3.000 Scheidsrechter: Theodore Lloyd (ENG) |

### 1874
|                                                                  |                                           |       |                      |                                                                                    |
| 7 maart Vriendschappelijk № 3 «onderlinge duels» 15:30 uur (UTC) | Schotland                                 | 2 – 1 | Engeland             | Hamilton Crescent, Glasgow Toeschouwers: 7.000 Scheidsrechter: Archibald Rae (SCO) |
| 7 maart Vriendschappelijk № 3 «onderlinge duels» 15:30 uur (UTC) | Frederick Anderson 42' Angus McKinnon 47' |       | 28' Robert Kingsford | Hamilton Crescent, Glasgow Toeschouwers: 7.000 Scheidsrechter: Archibald Rae (SCO) |

### 1875
|                                                                  |                                         |       |                                    |                                                                                         |
| 6 maart Vriendschappelijk № 4 «onderlinge duels» 15:00 uur (UTC) | Engeland                                | 2 – 2 | Schotland                          | Kennington Oval, Lambeth, Londen Toeschouwers: 2.000 Scheidsrechter: Alfred Stair (ENG) |
| 6 maart Vriendschappelijk № 4 «onderlinge duels» 15:00 uur (UTC) | Charles Wollaston 5' Charlie Alcock 70' |       | 30' Harry McNeil 75' Peter Andrews | Kennington Oval, Lambeth, Londen Toeschouwers: 2.000 Scheidsrechter: Alfred Stair (ENG) |

### 1876
|                                                                  |                                                       |       |          |                                                                                        |
| 4 maart Vriendschappelijk № 5 «onderlinge duels» 15:30 uur (UTC) | Schotland                                             | 3 – 0 | Engeland | Hamilton Crescent, Glasgow Toeschouwers: 15.000 Scheidsrechter: William Mitchell (SCO) |
| 4 maart Vriendschappelijk № 5 «onderlinge duels» 15:30 uur (UTC) | Billy MacKinnon 8' Harry McNeil 12' Thomas Highet 16' |       |          | Hamilton Crescent, Glasgow Toeschouwers: 15.000 Scheidsrechter: William Mitchell (SCO) |

### 1877
|                                                                  |                   |       |                                                        |                                                                                           |
| 3 maart Vriendschappelijk № 6 «onderlinge duels» 15:00 uur (UTC) | Engeland          | 1 – 3 | Schotland                                              | Kennington Oval, Lambeth, Londen Toeschouwers: 2.000 Scheidsrechter: Robert Ogilvie (ENG) |
| 3 maart Vriendschappelijk № 6 «onderlinge duels» 15:00 uur (UTC) | Alf Lyttelton 55' |       | 25' John Ferguson 48' James Richmond 69' John Ferguson | Kennington Oval, Lambeth, Londen Toeschouwers: 2.000 Scheidsrechter: Robert Ogilvie (ENG) |

### 1878
|                                                                  |                                                                                         |       |                                   |                                                                               |
| 2 maart Vriendschappelijk № 7 «onderlinge duels» 15:30 uur (UTC) | Schotland                                                                               | 7 – 2 | Engeland                          | Hampden Park, Glasgow Toeschouwers: 10.000 Scheidsrechter: William Dick (SCO) |
| 2 maart Vriendschappelijk № 7 «onderlinge duels» 15:30 uur (UTC) | John McDougall 7', 41', 46' John McGregor 32' Harry McNeil 39', 70' Billy MacKinnon 62' |       | 66' John Wylie 77' Arthur Cursham | Hampden Park, Glasgow Toeschouwers: 10.000 Scheidsrechter: William Dick (SCO) |

### 1879
|                                                                     |                                      |       |                    |                                                                                       |
| 18 januari Vriendschappelijk № 8 «onderlinge duels» 15:00 uur (UTC) | Engeland                             | 2 – 1 | Wales              | Kennington Oval, Lambeth, Londen Toeschouwers: 85 Scheidsrechter: Segar Bastard (ENG) |
| 18 januari Vriendschappelijk № 8 «onderlinge duels» 15:00 uur (UTC) | Herbert Whitfeld 8' Thomas Sorby 20' |       | 47' William Davies | Kennington Oval, Lambeth, Londen Toeschouwers: 85 Scheidsrechter: Segar Bastard (ENG) |

|                                                                  |                                                                 |       |                                                                                   |                                                                                              |
| 5 april Vriendschappelijk № 9 «onderlinge duels» 15:30 uur (UTC) | Engeland                                                        | 5 – 4 | Schotland                                                                         | Kennington Oval, Lambeth, Londen Toeschouwers: 4.500 Scheidsrechter: Charles Wollaston (ENG) |
| 5 april Vriendschappelijk № 9 «onderlinge duels» 15:30 uur (UTC) | Billy Mosforth 8' Charlie Bambridge 48', 83' Arthur Goodyer 60' |       | 15', 41' Billy MacKinnon 23' John McDougall 36' John Smith 75' (e.d.) Bob Parlane | Kennington Oval, Lambeth, Londen Toeschouwers: 4.500 Scheidsrechter: Charles Wollaston (ENG) |

### 1880
|                                                                    |                                                                  |       |                                                                  |                                                                                  |
| 13 maart Vriendschappelijk № 10 «onderlinge duels» 15:30 uur (UTC) | Schotland                                                        | 5 – 4 | Engeland                                                         | Hampden Park, Glasgow Toeschouwers: 12.000 Scheidsrechter: Donald Hamilton (SCO) |
| 13 maart Vriendschappelijk № 10 «onderlinge duels» 15:30 uur (UTC) | George Ker 15' John Baird 39' George Ker 44', 48' Johnny Kay 70' |       | 18' Billy Mosforth 42', 88' Charlie Bambridge 85' Francis Sparks | Hampden Park, Glasgow Toeschouwers: 12.000 Scheidsrechter: Donald Hamilton (SCO) |

|                                                                    |                                      |       |                                                                |                                                                                  |
| 15 maart Vriendschappelijk № 11 «onderlinge duels» 15:00 uur (UTC) | Wales                                | 2 – 3 | Engeland                                                       | Racecourse Ground, Wrexham Toeschouwers: 3.000 Scheidsrechter: Bob Lythgoe (ENG) |
| 15 maart Vriendschappelijk № 11 «onderlinge duels» 15:00 uur (UTC) | William Roberts 81' John Roberts 89' |       | 42' (e.d.) Harry Hibbott 46' Francis Sparks 78' Francis Sparks | Racecourse Ground, Wrexham Toeschouwers: 3.000 Scheidsrechter: Bob Lythgoe (ENG) |

### 1881
|                                                                       |          |                  |       |                                                                                      |
| 26 februari Vriendschappelijk № 12 «onderlinge duels» 15:00 uur (UTC) | Engeland | 0 – 1            | Wales | Alexandra Meadows, Blackburn Toeschouwers: 4.200 Scheidsrechter: Segar Bastard (ENG) |
| 26 februari Vriendschappelijk № 12 «onderlinge duels» 15:00 uur (UTC) |          | 54' John Vaughan |       | Alexandra Meadows, Blackburn Toeschouwers: 4.200 Scheidsrechter: Segar Bastard (ENG) |

|                                                                    |                       |       |                                                                               |                                                                                             |
| 12 maart Vriendschappelijk № 13 «onderlinge duels» 15:00 uur (UTC) | Engeland              | 1 – 6 | Schotland                                                                     | Kennington Oval, Lambeth, Londen Toeschouwers: 8.500 Scheidsrechter: Francis Marindin (ENG) |
| 12 maart Vriendschappelijk № 13 «onderlinge duels» 15:00 uur (UTC) | Charlie Bambridge 64' |       | 10', 69' John Smith 53' David Hill 74', 89' George Ker 79' (e.d.) Edgar Field | Kennington Oval, Lambeth, Londen Toeschouwers: 8.500 Scheidsrechter: Francis Marindin (ENG) |

### 1882
|                                                                            |         |                                                                                    |          |                                                                                |
| 18 februari Vriendschappelijk № 14 «onderlinge duels» 14:45 uur (UTC–0:25) | Ierland | 0 – 13                                                                             | Engeland | Knock Ground, Belfast Toeschouwers: 2.500 Scheidsrechter: Robert Kennedy (NIR) |
| 18 februari Vriendschappelijk № 14 «onderlinge duels» 14:45 uur (UTC–0:25) |         | Charlie Bambridge Harry Cursham 8' Jimmy Brown 15' Arthur Brown 3' Howard Vaughton |          | Knock Ground, Belfast Toeschouwers: 2.500 Scheidsrechter: Robert Kennedy (NIR) |

|                                                                    |                                                                              |       |                     |                                                                               |
| 11 maart Vriendschappelijk № 15 «onderlinge duels» 15:30 uur (UTC) | Schotland                                                                    | 5 – 1 | Engeland            | Hampden Park, Glasgow Toeschouwers: 10.000 Scheidsrechter: John Wallace (SCO) |
| 11 maart Vriendschappelijk № 15 «onderlinge duels» 15:30 uur (UTC) | William Harrower 15' George Ker 43', 70' Robert McPherson 46' Johnny Kay 85' |       | 35' Howard Vaughton | Hampden Park, Glasgow Toeschouwers: 10.000 Scheidsrechter: John Wallace (SCO) |

|                                                                    |                                                                                |       |                                                       |                                                                                   |
| 13 maart Vriendschappelijk № 16 «onderlinge duels» 15:00 uur (UTC) | Wales                                                                          | 5 – 3 | Engeland                                              | Racecourse Ground, Wrexham Toeschouwers: 5.000 Scheidsrechter: John Roberts (WAL) |
| 13 maart Vriendschappelijk № 16 «onderlinge duels» 15:00 uur (UTC) | William Owen 43', 87' John Morgan 63' Alfred Jones 70' (e.d.) John Vaughan 89' |       | 30' Billy Mosforth 37' Edward Parry 48' Harry Cursham | Racecourse Ground, Wrexham Toeschouwers: 5.000 Scheidsrechter: John Roberts (WAL) |

### 1883
|                                                                      |                                                                                   |       |       |                                                                                            |
| 3 februari Vriendschappelijk № 17 «onderlinge duels» 15:00 uur (UTC) | Engeland                                                                          | 5 – 0 | Wales | Kennington Oval, Lambeth, Londen Toeschouwers: 2.000 Scheidsrechter: Donald Hamilton (SCO) |
| 3 februari Vriendschappelijk № 17 «onderlinge duels» 15:00 uur (UTC) | Clem Mitchell 16' Charlie Bambridge 43' Arthur Cursham 65' Clem Mitchell 70', 90' |       |       | Kennington Oval, Lambeth, Londen Toeschouwers: 2.000 Scheidsrechter: Donald Hamilton (SCO) |

|                                                                       |                                                                                      |       |         |                                                                                            |
| 24 februari Vriendschappelijk № 18 «onderlinge duels» 15:00 uur (UTC) | Engeland                                                                             | 7 – 0 | Ierland | Aigburth Cricket Ground, Liverpool Toeschouwers: 2.500 Scheidsrechter: John McDowall (SCO) |
| 24 februari Vriendschappelijk № 18 «onderlinge duels» 15:00 uur (UTC) | Olly Whateley 15', 47' Nevill Cobbold 17', 19' Arthur Dunn 43', 80' Frank Pawson 88' |       |         | Aigburth Cricket Ground, Liverpool Toeschouwers: 2.500 Scheidsrechter: John McDowall (SCO) |

|                                                                    |                                      |       |                                      |                                                                                 |
| 10 maart Vriendschappelijk № 19 «onderlinge duels» 15:30 uur (UTC) | Engeland                             | 2 – 3 | Schotland                            | Bramall Lane, Sheffield Toeschouwers: 7.000 Scheidsrechter: John Sinclair (IRL) |
| 10 maart Vriendschappelijk № 19 «onderlinge duels» 15:30 uur (UTC) | Clem Mitchell 24' Nevill Cobbold 43' |       | 22', 39' John Smith 86' Eadie Fraser | Bramall Lane, Sheffield Toeschouwers: 7.000 Scheidsrechter: John Sinclair (IRL) |

### 1884
|                                                                                         |                 |       |                                                        |                                                                                    |
| 23 februari British Home Championship 1884 № 20 «onderlinge duels» 15:00 uur (UTC–0:25) | Ierland         | 1 – 8 | Engeland                                               | Ballynafeigh Park, Belfast Toeschouwers: 3.000 Scheidsrechter: Thomas Lawrie (SCO) |
| 23 februari British Home Championship 1884 № 20 «onderlinge duels» 15:00 uur (UTC–0:25) | Billy McWha 88' |       | 15' Edward Johnson 76' Charlie Bambridge Harry Cursham | Ballynafeigh Park, Belfast Toeschouwers: 3.000 Scheidsrechter: Thomas Lawrie (SCO) |

|                                                                                 |               |       |          |                                                                              |
| 15 maart British Home Championship 1884 № 21 «onderlinge duels» 15:30 uur (UTC) | Schotland     | 1 – 0 | Engeland | Cathkin Park, Glasgow Toeschouwers: .000 Scheidsrechter: John Sinclair (IRL) |
| 15 maart British Home Championship 1884 № 21 «onderlinge duels» 15:30 uur (UTC) | John Smith 7' |       |          | Cathkin Park, Glasgow Toeschouwers: .000 Scheidsrechter: John Sinclair (IRL) |

|                                                                                 |       |                                                                    |          |                                                                                       |
| 17 maart British Home Championship 1884 № 22 «onderlinge duels» 15:00 uur (UTC) | Wales | 0 – 4                                                              | Engeland | Racecourse Ground, Wrexham Toeschouwers: 4.500 Scheidsrechter: Sydney Broadfoot (SCO) |
| 17 maart British Home Championship 1884 № 22 «onderlinge duels» 15:00 uur (UTC) |       | 7', 85' William Bromley-Davenport 75' Norman Bailey 90' Billy Gunn |          | Racecourse Ground, Wrexham Toeschouwers: 4.500 Scheidsrechter: Sydney Broadfoot (SCO) |

### 1885
|                                                                                    |                                                                              |       |         |                                                                                    |
| 28 februari British Home Championship 1885 № 23 «onderlinge duels» 15:15 uur (UTC) | Engeland                                                                     | 4 – 0 | Ierland | Whalley Range, Manchester Toeschouwers: 6.000 Scheidsrechter: James McKillop (SCO) |
| 28 februari British Home Championship 1885 № 23 «onderlinge duels» 15:15 uur (UTC) | Charlie Bambridge 43' Ben Spilsbury 75' William Eames 77' (e.d.) Jimmy Brown |       |         | Whalley Range, Manchester Toeschouwers: 6.000 Scheidsrechter: James McKillop (SCO) |

|                                                                                 |                   |       |                 |                                                                                  |
| 14 maart British Home Championship 1885 № 24 «onderlinge duels» 15:30 uur (UTC) | Engeland          | 1 – 1 | Wales           | Leamington Road, Blackburn Toeschouwers: 7.500 Scheidsrechter: Alex Stuart (SCO) |
| 14 maart British Home Championship 1885 № 24 «onderlinge duels» 15:30 uur (UTC) | Clem Mitchell 35' |       | 37' Job Wilding | Leamington Road, Blackburn Toeschouwers: 7.500 Scheidsrechter: Alex Stuart (SCO) |

|                                                                                 |                       |       |                 |                                                                                          |
| 21 maart British Home Championship 1885 № 25 «onderlinge duels» 15:30 uur (UTC) | Engeland              | 1 – 1 | Schotland       | Kennington Oval, Lambeth, Londen Toeschouwers: 8.000 Scheidsrechter: John Sinclair (IRL) |
| 21 maart British Home Championship 1885 № 25 «onderlinge duels» 15:30 uur (UTC) | Charlie Bambridge 57' |       | 20' Joe Lindsay | Kennington Oval, Lambeth, Londen Toeschouwers: 8.000 Scheidsrechter: John Sinclair (IRL) |

### 1886
|                                                                                      |                    |       |                             |                                                                                     |
| 13 maart British Home Championship 1886 № 26 «onderlinge duels» 15:30 uur (UTC–0:25) | Ierland            | 1 – 6 | Engeland                    | Ballynafeigh Park, Belfast Toeschouwers: 4.500 Scheidsrechter: James McKillop (SCO) |
| 13 maart British Home Championship 1886 № 26 «onderlinge duels» 15:30 uur (UTC–0:25) | James Williams 15' |       | Ben Spilsbury Fred Dewhurst | Ballynafeigh Park, Belfast Toeschouwers: 4.500 Scheidsrechter: James McKillop (SCO) |

|                                                                                 |                        |       |                     |                                                                                   |
| 27 maart British Home Championship 1886 № 27 «onderlinge duels» 15:30 uur (UTC) | Schotland              | 1 – 1 | Engeland            | Hampden Park, Glasgow Toeschouwers: 11.000 Scheidsrechter: Alexander Hunter (WAL) |
| 27 maart British Home Championship 1886 № 27 «onderlinge duels» 15:30 uur (UTC) | George Sommerville 80' |       | 35' Tinsley Lindley | Hampden Park, Glasgow Toeschouwers: 11.000 Scheidsrechter: Alexander Hunter (WAL) |

|                                                                                 |                 |       |                                                    |                                                                                     |
| 29 maart British Home Championship 1886 № 28 «onderlinge duels» 15:00 uur (UTC) | Wales           | 1 – 3 | Engeland                                           | Racecourse Ground, Wrexham Toeschouwers: 5.000 Scheidsrechter: Stewart Lawrie (SCO) |
| 29 maart British Home Championship 1886 № 28 «onderlinge duels» 15:00 uur (UTC) | Billy Lewis 43' |       | 66' Andrew Amos 74' George Brann 74' Fred Dewhurst | Racecourse Ground, Wrexham Toeschouwers: 5.000 Scheidsrechter: Stewart Lawrie (SCO) |

### 1887
|                                                                                   |                                                                             |       |         |                                                                                    |
| 5 februari British Home Championship 1887 № 29 «onderlinge duels» 14:30 uur (UTC) | Engeland                                                                    | 7 – 0 | Ierland | Bramall Lane, Sheffield Toeschouwers: 6.000 Scheidsrechter: Alexander Hunter (WAL) |
| 5 februari British Home Championship 1887 № 29 «onderlinge duels» 14:30 uur (UTC) | Fred Dewhurst 2', 87' Nevill Cobbold 25', 49' Tinsley Lindley 27', 43', 52' |       |         | Bramall Lane, Sheffield Toeschouwers: 6.000 Scheidsrechter: Alexander Hunter (WAL) |

|                                                                                    |                                                                    |       |       |                                                                                          |
| 26 februari British Home Championship 1887 № 30 «onderlinge duels» 15:00 uur (UTC) | Engeland                                                           | 4 – 0 | Wales | Kennington Oval, Lambeth, Londen Toeschouwers: 4.500 Scheidsrechter: Thomas Devlin (SCO) |
| 26 februari British Home Championship 1887 № 30 «onderlinge duels» 15:00 uur (UTC) | Jack Powell 14' (e.d.) Tinsley Lindley 55', 80' Nevill Cobbold 75' |       |       | Kennington Oval, Lambeth, Londen Toeschouwers: 4.500 Scheidsrechter: Thomas Devlin (SCO) |

|                                                                                 |                                       |       |                                                 |                                                                                     |
| 19 maart British Home Championship 1887 № 31 «onderlinge duels» 15:30 uur (UTC) | Engeland                              | 2 – 3 | Schotland                                       | Leamington Road, Blackburn Toeschouwers: 12.000 Scheidsrechter: John Sinclair (IRL) |
| 19 maart British Home Championship 1887 № 31 «onderlinge duels» 15:30 uur (UTC) | Tinsley Lindley 32' Fred Dewhurst 69' |       | 30' James McCall 68' Leitch Keir 70' John Allan | Leamington Road, Blackburn Toeschouwers: 12.000 Scheidsrechter: John Sinclair (IRL) |

### 1888
|                                                                                   |                  |       |                                                                                 |                                                                                     |
| 4 februari British Home Championship 1888 № 32 «onderlinge duels» 15:00 uur (UTC) | Wales            | 1 – 5 | Engeland                                                                        | Nantwich Road Ground, Crewe Toeschouwers: 5.000 Scheidsrechter: John Sinclair (IRL) |
| 4 februari British Home Championship 1888 № 32 «onderlinge duels» 15:00 uur (UTC) | Jack Doughty 17' |       | 16', 70' Fred Dewhurst 76' George Woodhall 80' Tinsley Lindley 88' John Goodall | Nantwich Road Ground, Crewe Toeschouwers: 5.000 Scheidsrechter: John Sinclair (IRL) |

|                                                                                 |           |                                                                               |          |                                                                                |
| 17 maart British Home Championship 1888 № 33 «onderlinge duels» 15:30 uur (UTC) | Schotland | 0 – 5                                                                         | Engeland | Hampden Park, Glasgow Toeschouwers: 10.000 Scheidsrechter: John Sinclair (IRL) |
| 17 maart British Home Championship 1888 № 33 «onderlinge duels» 15:30 uur (UTC) |           | 32' George Haworth 34' Denny Hodgetts 40', 49' Fred Dewhurst 43' John Goodall |          | Hampden Park, Glasgow Toeschouwers: 10.000 Scheidsrechter: John Sinclair (IRL) |

|                                                                                     |                 |       |                                                              |                                                                                     |
| 7 april British Home Championship 1888 № 34 «onderlinge duels» 15:30 uur (UTC–0:25) | Ierland         | 1 – 5 | Engeland                                                     | Ballynafeigh Park, Belfast Toeschouwers: 7.000 Scheidsrechter: James McKillop (SCO) |
| 7 april British Home Championship 1888 № 34 «onderlinge duels» 15:30 uur (UTC–0:25) | Billy Crone 32' |       | 10' Fred Dewhurst 14', 39', 60' Albert Allen Tinsley Lindley | Ballynafeigh Park, Belfast Toeschouwers: 7.000 Scheidsrechter: James McKillop (SCO) |

### 1889
|                                                                                    |                                                              |       |                  |                                                                                         |
| 23 februari British Home Championship 1889 № 35 «onderlinge duels» 15:30 uur (UTC) | Engeland                                                     | 4 – 1 | Wales            | Victoria Ground, Stoke-on-Trent Toeschouwers: 6.000 Scheidsrechter: John Campbell (SCO) |
| 23 februari British Home Championship 1889 № 35 «onderlinge duels» 15:30 uur (UTC) | John Goodall Billy Bassett 65' Fred Dewhurst Jack Southworth |       | 14' William Owen | Victoria Ground, Stoke-on-Trent Toeschouwers: 6.000 Scheidsrechter: John Campbell (SCO) |

|                                                                                |                                                      |       |                  |                                                                            |
| 2 maart British Home Championship 1889 № 36 «onderlinge duels» 15:30 uur (UTC) | Engeland                                             | 6 – 1 | Ierland          | Anfield, Liverpool Toeschouwers: 6.500 Scheidsrechter: Alfred Davies (WAL) |
| 2 maart British Home Championship 1889 № 36 «onderlinge duels» 15:30 uur (UTC) | Alf Shelton Jack Yates 35' Joe Lofthouse Jack Brodie |       | 10' James Wilton | Anfield, Liverpool Toeschouwers: 6.500 Scheidsrechter: Alfred Davies (WAL) |

|                                                                                 |                                  |       |                                                         |                                                                                           |
| 13 april British Home Championship 1889 № 37 «onderlinge duels» 15:00 uur (UTC) | Engeland                         | 2 – 3 | Schotland                                               | Kennington Oval, Lambeth, Londen Toeschouwers: 10.000 Scheidsrechter: John Sinclair (IRL) |
| 13 april British Home Championship 1889 № 37 «onderlinge duels» 15:00 uur (UTC) | Billy Bassett 15' David Weir 17' |       | 55' Neil Munro 82' (e.d.) Harry Allen 90' James McLaren | Kennington Oval, Lambeth, Londen Toeschouwers: 10.000 Scheidsrechter: John Sinclair (IRL) |

### 1890
|                                                                                 |                 |       |                                   |                                                                                  |
| 15 maart British Home Championship 1890 № 38 «onderlinge duels» 15:30 uur (UTC) | Wales           | 1 – 3 | Engeland                          | Racecourse Ground, Wrexham Toeschouwers: 5.000 Scheidsrechter: John Walker (SCO) |
| 15 maart British Home Championship 1890 № 38 «onderlinge duels» 15:30 uur (UTC) | Billy Lewis 38' |       | 49' Edmund Currey Tinsley Lindley | Racecourse Ground, Wrexham Toeschouwers: 5.000 Scheidsrechter: John Walker (SCO) |

|                                                                                      |                   |       | |                                                                                     |
| 15 maart British Home Championship 1890 № 39 «onderlinge duels» 15:30 uur (UTC–0:25) | Ierland           | 1 – 9 | Engeland | Ballynafeigh Park, Belfast Toeschouwers: 3.500 Scheidsrechter: James McKillop (SCO) |
| 15 maart British Home Championship 1890 № 39 «onderlinge duels» 15:30 uur (UTC–0:25) | Jack Reynolds 70' |       | 15', 60', 80' Fred Geary 16' Bill Townley 40' Joe Lofthouse 46', 75' Kenny Davenport 84' Bill Townley 88' Jack Barton | Ballynafeigh Park, Belfast Toeschouwers: 3.500 Scheidsrechter: James McKillop (SCO) |

|                                                                                |                    |       |                |                                                                            |
| 5 april British Home Championship 1890 № 40 «onderlinge duels» 15:30 uur (UTC) | Schotland          | 1 – 1 | Engeland       | Hampden Park, Glasgow Toeschouwers: 26.379 Scheidsrechter: Jack Reid (IRL) |
| 5 april British Home Championship 1890 № 40 «onderlinge duels» 15:30 uur (UTC) | John McPherson 37' |       | 17' Harry Wood | Hampden Park, Glasgow Toeschouwers: 26.379 Scheidsrechter: Jack Reid (IRL) |

### 1891
|                                                                                |                                                                                                  |       |                     |                                                                                      |
| 7 maart British Home Championship 1891 № 41 «onderlinge duels» 15:30 uur (UTC) | Engeland                                                                                         | 6 – 1 | Ierland             | Molineux Stadium, Wolverhampton Toeschouwers: 15.231 Scheidsrechter: Tom Gough (WAL) |
| 7 maart British Home Championship 1891 № 41 «onderlinge duels» 15:30 uur (UTC) | George Cotteril 15' Arthur Henfrey 17' Harry Daft 35' Tinsley Lindley 60', 83' Billy Bassett 63' |       | 61' Tommy Whiteside | Molineux Stadium, Wolverhampton Toeschouwers: 15.231 Scheidsrechter: Tom Gough (WAL) |

|                                                                                |                                                                        |       |                   |                                                                                   |
| 7 maart British Home Championship 1891 № 42 «onderlinge duels» 15:30 uur (UTC) | Engeland                                                               | 4 – 1 | Wales             | Newcastle Road, Sunderland Toeschouwers: 15.000 Scheidsrechter: Thomas Park (SCO) |
| 7 maart British Home Championship 1891 № 42 «onderlinge duels» 15:30 uur (UTC) | John Goodall 7' Jack Southworth 30' Edgar Chadwick 35' Alf Milward 37' |       | 84' Edmund Howell | Newcastle Road, Sunderland Toeschouwers: 15.000 Scheidsrechter: Thomas Park (SCO) |

|                                                                                |                                     |       |                |                                                                               |
| 4 april British Home Championship 1891 № 43 «onderlinge duels» 15:30 uur (UTC) | Engeland                            | 2 – 1 | Schotland      | Ewood Park, Blackburn Toeschouwers: 31.000 Scheidsrechter: Billy Morrow (IRL) |
| 4 april British Home Championship 1891 № 43 «onderlinge duels» 15:30 uur (UTC) | John Goodall 20' Edgar Chadwick 30' |       | 85' Frank Watt | Ewood Park, Blackburn Toeschouwers: 31.000 Scheidsrechter: Billy Morrow (IRL) |

### 1892
|                                                                                |       |                                          |          |                                                                                      |
| 5 maart British Home Championship 1892 № 44 «onderlinge duels» 15:30 uur (UTC) | Wales | 0 – 2                                    | Engeland | Racecourse Ground, Wrexham Toeschouwers: 4.500 Scheidsrechter: James Robertson (SCO) |
| 5 maart British Home Championship 1892 № 44 «onderlinge duels» 15:30 uur (UTC) |       | 15' Arthur Henfrey 87' Rupert Sandilands |          | Racecourse Ground, Wrexham Toeschouwers: 4.500 Scheidsrechter: James Robertson (SCO) |

|                                                                                     |         |                     |          |                                                                             |
| 5 maart British Home Championship 1892 № 45 «onderlinge duels» 15:30 uur (UTC–0:25) | Ierland | 0 – 2               | Engeland | Solitude, Belfast Toeschouwers: 8.000 Scheidsrechter: Robert Harrison (SCO) |
| 5 maart British Home Championship 1892 № 45 «onderlinge duels» 15:30 uur (UTC–0:25) |         | 44', 47' Harry Daft |          | Solitude, Belfast Toeschouwers: 8.000 Scheidsrechter: Robert Harrison (SCO) |

|                                                                                |               |       |                                                             |                                                                              |
| 2 april British Home Championship 1892 № 46 «onderlinge duels» 15:30 uur (UTC) | Schotland     | 1 – 4 | Engeland                                                    | Ibrox Stadium, Glasgow Toeschouwers: 20.000 Scheidsrechter: John Smith (SCO) |
| 2 april British Home Championship 1892 № 46 «onderlinge duels» 15:30 uur (UTC) | Jack Bell 80' |       | 1' Edgar Chadwick 20', 26' John Goodall 25' Jack Southworth | Ibrox Stadium, Glasgow Toeschouwers: 20.000 Scheidsrechter: John Smith (SCO) |

### 1893
|                                                                                    |                                                                                             |       |                     |                                                                                    |
| 25 februari British Home Championship 1893 № 47 «onderlinge duels» 15:30 uur (UTC) | Engeland                                                                                    | 6 – 1 | Ierland             | Wellington Road, Perry Barr Toeschouwers: 10.000 Scheidsrechter: Thomas Park (SCO) |
| 25 februari British Home Championship 1893 № 47 «onderlinge duels» 15:30 uur (UTC) | Walter Gilliat 10', 18', 30' Gilbert Smith 43' William Winckworth 60' Rupert Sandilands 75' |       | 12' George Gaffikin | Wellington Road, Perry Barr Toeschouwers: 10.000 Scheidsrechter: Thomas Park (SCO) |

|                                                                                 |                                                                                                  |       |       |                                                                                          |
| 13 maart British Home Championship 1893 № 48 «onderlinge duels» 15:30 uur (UTC) | Engeland                                                                                         | 6 – 0 | Wales | Victoria Ground, Stoke-on-Trent Toeschouwers: 10.000 Scheidsrechter: John Campbell (SCO) |
| 13 maart British Home Championship 1893 № 48 «onderlinge duels» 15:30 uur (UTC) | Fred Spiksley 25', 43' Billy Bassett 47' John Goodall 49' Jack Reynolds 75' Joseph Schofield 88' |       |       | Victoria Ground, Stoke-on-Trent Toeschouwers: 10.000 Scheidsrechter: John Campbell (SCO) |

|                                                                                |                                                                                    |       |                      |                                                                                          |
| 1 april British Home Championship 1893 № 49 «onderlinge duels» 15:30 uur (UTC) | Engeland                                                                           | 5 – 2 | Schotland            | Richmond Athletic Ground, Richmond Toeschouwers: 16.000 Scheidsrechter: John Clegg (ENG) |
| 1 april British Home Championship 1893 № 49 «onderlinge duels» 15:30 uur (UTC) | Cunliffe Gosling 15' George Cotterill 65' Fred Spiksley 75', 80' Jack Reynolds 86' |       | 30', 47' Bill Sellar | Richmond Athletic Ground, Richmond Toeschouwers: 16.000 Scheidsrechter: John Clegg (ENG) |

### 1894
|                                                                                     |                                         |       |                                  |                                                                         |
| 3 maart British Home Championship 1894 № 50 «onderlinge duels» 15:30 uur (UTC–0:25) | Ierland                                 | 2 – 2 | Engeland                         | Solitude, Belfast Toeschouwers: 8.000 Scheidsrechter: Thomas Park (SCO) |
| 3 maart British Home Championship 1894 № 50 «onderlinge duels» 15:30 uur (UTC–0:25) | Olphie Stanfield 70' William Gibson 87' |       | 43' John Devey 55' Fred Spiksley | Solitude, Belfast Toeschouwers: 8.000 Scheidsrechter: Thomas Park (SCO) |

|                                                                                 |                  |       |                                                                         |                                                                                  |
| 12 maart British Home Championship 1894 № 51 «onderlinge duels» 15:15 uur (UTC) | Wales            | 1 – 5 | Engeland                                                                | Racecourse Ground, Wrexham Toeschouwers: 5.500 Scheidsrechter: Thomas Park (SCO) |
| 12 maart British Home Championship 1894 № 51 «onderlinge duels» 15:15 uur (UTC) | Jack Bowdler 10' |       | 30', 55', 80' John Veitch 31' (e.d.) Charlie Parry 85' Cunliffe Gosling | Racecourse Ground, Wrexham Toeschouwers: 5.500 Scheidsrechter: Thomas Park (SCO) |

|                                                                                |                                     |       |                                    |                                                                           |
| 7 april British Home Championship 1894 № 52 «onderlinge duels» 15:30 uur (UTC) | Schotland                           | 2 – 2 | Engeland                           | Celtic Park, Glasgow Toeschouwers: 45.107 Scheidsrechter: Jack Reid (IRL) |
| 7 april British Home Championship 1894 № 52 «onderlinge duels» 15:30 uur (UTC) | William Lambie 7' Sandy McMahon 75' |       | 35' John Goodall 85' Jack Reynolds | Celtic Park, Glasgow Toeschouwers: 45.107 Scheidsrechter: Jack Reid (IRL) |

### 1895
|                                                                                | |       |         |                                                                                         |
| 9 maart British Home Championship 1895 № 53 «onderlinge duels» 15:30 uur (UTC) | Engeland | 9 – 0 | Ierland | County Cricket Ground, Derby Toeschouwers: 10.000 Scheidsrechter: James Robertson (SCO) |
| 9 maart British Home Championship 1895 № 53 «onderlinge duels» 15:30 uur (UTC) | Sam Torrans 3' (e.d.) Steve Bloomer 4', 58' Frank Becton 15', 60' Billy Bassett 30' Rab Howell 36' John Goodall 65', 87' |       |         | County Cricket Ground, Derby Toeschouwers: 10.000 Scheidsrechter: James Robertson (SCO) |

|                                                                                 |                       |       |                 |                                                                             |
| 18 maart British Home Championship 1895 № 54 «onderlinge duels» 15:30 uur (UTC) | Engeland              | 1 – 1 | Wales           | Queen's Club, Londen Toeschouwers: 13.000 Scheidsrechter: Thomas Park (SCO) |
| 18 maart British Home Championship 1895 № 54 «onderlinge duels» 15:30 uur (UTC) | Rupert Sandilands 74' |       | 69' Billy Lewis | Queen's Club, Londen Toeschouwers: 13.000 Scheidsrechter: Thomas Park (SCO) |

|                                                                                |                                                            |       |           |                                                                               |
| 6 april British Home Championship 1895 № 55 «onderlinge duels» 16:00 uur (UTC) | Engeland                                                   | 3 – 0 | Schotland | Goodison Park, Liverpool Toeschouwers: 42.500 Scheidsrechter: Jack Reid (IRL) |
| 6 april British Home Championship 1895 № 55 «onderlinge duels» 16:00 uur (UTC) | Steve Bloomer 30' Neilly Gibson 35' (e.d.) Steve Smith 44' |       |           | Goodison Park, Liverpool Toeschouwers: 42.500 Scheidsrechter: Jack Reid (IRL) |

### 1896
|                                                                                     |                                     |       |          |                                                                              |
| 7 maart British Home Championship 1896 № 56 «onderlinge duels» 15:30 uur (UTC–0:25) | Ierland                             | 0 – 2 | Engeland | Solitude, Belfast Toeschouwers: 12.000 Scheidsrechter: James Robertson (SCO) |
| 7 maart British Home Championship 1896 № 56 «onderlinge duels» 15:30 uur (UTC–0:25) | Gilbert Smith 40' Steve Bloomer 75' |       |          | Solitude, Belfast Toeschouwers: 12.000 Scheidsrechter: James Robertson (SCO) |

|                                                                                 |                 |       |                                                                                                 |                                                                                       |
| 16 maart British Home Championship 1896 № 57 «onderlinge duels» 16:00 uur (UTC) | Wales           | 1 – 9 | Engeland                                                                                        | Cardiff Arms Park, Cardiff Toeschouwers: 10.000 Scheidsrechter: James Robertson (SCO) |
| 16 maart British Home Championship 1896 № 57 «onderlinge duels» 16:00 uur (UTC) | Tom Chapman 65' |       | 15', 44' Gilbert Smith 25', 40', 60', 83', 89' Steve Bloomer 33' Billy Bassett 80' John Goodall | Cardiff Arms Park, Cardiff Toeschouwers: 10.000 Scheidsrechter: James Robertson (SCO) |

|                                                                                |                                  |       |                   |                                                                                |
| 4 april British Home Championship 1896 № 58 «onderlinge duels» 16:00 uur (UTC) | Schotland                        | 2 – 1 | Engeland          | Celtic Park, Glasgow Toeschouwers: 51.345 Scheidsrechter: Humphrey Jones (WAL) |
| 4 april British Home Championship 1896 № 58 «onderlinge duels» 16:00 uur (UTC) | William Lambie 22' Jack Bell 33' |       | 80' Billy Bassett | Celtic Park, Glasgow Toeschouwers: 51.345 Scheidsrechter: Humphrey Jones (WAL) |

### 1897
|                                                                                    |                                                                          |       |         |                                                                                       |
| 20 februari British Home Championship 1897 № 59 «onderlinge duels» 15:00 uur (UTC) | Engeland                                                                 | 6 – 0 | Ierland | Trent Bridge, West Bridgford Toeschouwers: 13.490 Scheidsrechter: Tom Robertson (SCO) |
| 20 februari British Home Championship 1897 № 59 «onderlinge duels» 15:00 uur (UTC) | Steve Bloomer 19', 85' Fred Wheldon 25', 30', 55' Charlie Athersmith 75' |       |         | Trent Bridge, West Bridgford Toeschouwers: 13.490 Scheidsrechter: Tom Robertson (SCO) |

|                                                                                 |                                                           |       |       |                                                                                 |
| 29 maart British Home Championship 1897 № 60 «onderlinge duels» 15:30 uur (UTC) | Engeland                                                  | 4 – 0 | Wales | Bramall Lane, Sheffield Toeschouwers: 5.000 Scheidsrechter: Tom Robertson (SCO) |
| 29 maart British Home Championship 1897 № 60 «onderlinge duels» 15:30 uur (UTC) | Ernest Needham 23' Steve Bloomer 44' Alf Milward 62', 64' |       |       | Bramall Lane, Sheffield Toeschouwers: 5.000 Scheidsrechter: Tom Robertson (SCO) |

|                                                                                |                   |       |                                   |                                                                             |
| 3 april British Home Championship 1897 № 61 «onderlinge duels» 16:00 uur (UTC) | Engeland          | 1 – 2 | Schotland                         | Crystal Palace, Londen Toeschouwers: 33.715 Scheidsrechter: Tom Gough (WAL) |
| 3 april British Home Championship 1897 № 61 «onderlinge duels» 16:00 uur (UTC) | Steve Bloomer 19' |       | 27' Tommy Hyslop 83' Jimmy Millar | Crystal Palace, Londen Toeschouwers: 33.715 Scheidsrechter: Tom Gough (WAL) |

### 1898
|                                                                                     |                               |       |                                                           |                                                                            |
| 5 maart British Home Championship 1898 № 62 «onderlinge duels» 15:30 uur (UTC–0:25) | Ierland                       | 2 – 3 | Engeland                                                  | Solitude, Belfast Toeschouwers: 12.000 Scheidsrechter: Tom Robertson (SCO) |
| 5 maart British Home Championship 1898 № 62 «onderlinge duels» 15:30 uur (UTC–0:25) | Jim Pyper 15' Joe McAllen 70' |       | 37' Gilbert Smith 40' Charlie Athersmith 50' Tommy Morren | Solitude, Belfast Toeschouwers: 12.000 Scheidsrechter: Tom Robertson (SCO) |

|                                                                                      |       |                                        |          |                                                                                     |
| 28 maart British Home Championship 1898 № 63 «onderlinge duels» 15:30 uur (UTC-0:25) | Wales | 0 – 3                                  | Engeland | Racecourse Ground, Wrexham Toeschouwers: 15.500 Scheidsrechter: Tom Robertson (SCO) |
| 28 maart British Home Championship 1898 № 63 «onderlinge duels» 15:30 uur (UTC-0:25) |       | 9', 75' Fred Wheldon 88' Gilbert Smith |          | Racecourse Ground, Wrexham Toeschouwers: 15.500 Scheidsrechter: Tom Robertson (SCO) |

|                                                                                |                  |       |                                        |                                                                               |
| 2 april British Home Championship 1898 № 64 «onderlinge duels» 15:30 uur (UTC) | Schotland        | 1 – 3 | Engeland                               | Celtic Park, Glasgow Toeschouwers: 40.000 Scheidsrechter: Tom Robertson (SCO) |
| 2 april British Home Championship 1898 № 64 «onderlinge duels» 15:30 uur (UTC) | Jimmy Millar 48' |       | 3' Fred Wheldon 23', 72' Steve Bloomer | Celtic Park, Glasgow Toeschouwers: 40.000 Scheidsrechter: Tom Robertson (SCO) |

### 1899
|                                                                                    | |        |                                    |                                                                                 |
| 18 februari British Home Championship 1899 № 65 «onderlinge duels» 15:00 uur (UTC) | Engeland | 13 – 2 | Ierland                            | Roker Park, Sunderland Toeschouwers: 13.000 Scheidsrechter: Alex Hamilton (SCO) |
| 18 februari British Home Championship 1899 № 65 «onderlinge duels» 15:00 uur (UTC) | Frank Forman 15', 20', 52' Charlie Athersmith 25' Gilbert Smith 32', 59', 60', 63' Steve Bloomer 40', 90' Jimmy Settle 53', 55', 80' |        | 65' Joe McAllen 88' James Campbell | Roker Park, Sunderland Toeschouwers: 13.000 Scheidsrechter: Alex Hamilton (SCO) |

|                                                                                 |                                                           |       |       |                                                                              |
| 20 maart British Home Championship 1899 № 66 «onderlinge duels» 15:30 uur (UTC) | Engeland                                                  | 4 – 0 | Wales | Ashton Gate, Bristol Toeschouwers: 7.000 Scheidsrechter: Tom Robertson (SCO) |
| 20 maart British Home Championship 1899 № 66 «onderlinge duels» 15:30 uur (UTC) | Ernest Needham 30' Steve Bloomer 44', 86' Fred Forman 60' |       |       | Ashton Gate, Bristol Toeschouwers: 7.000 Scheidsrechter: Tom Robertson (SCO) |

|                                                                                |                                    |       |                     |                                                                                 |
| 8 april British Home Championship 1899 № 67 «onderlinge duels» 15:30 uur (UTC) | Engeland                           | 2 – 1 | Schotland           | Villa Park, Birmingham Toeschouwers: 25.590 Scheidsrechter: James Torrens (IRL) |
| 8 april British Home Championship 1899 № 67 «onderlinge duels» 15:30 uur (UTC) | Gilbert Smith 25' Jimmy Settle 40' |       | 52' Robert Hamilton | Villa Park, Birmingham Toeschouwers: 25.590 Scheidsrechter: James Torrens (IRL) |

Engeland · Ierland · Schotland · Wales
FA · A-internationals · Selecties · Bondscoaches · Engels vrouwenelftal · Brits olympisch elftal · Engeland -21 · Engeland -20 · Engeland -19 · Engeland -18 · Engeland -17 · Engeland -16 · Vrouwen -17
1872 – 1899 ·
1900 – 1919 ·
1920 – 1929 ·
1930 – 1939 ·
1940 – 1949 ·
1950 – 1959 ·
1960 – 1969 ·
1970 – 1979 ·
1980 – 1989 ·
1990 – 1999 ·
2000 – 2009 ·
2010 – 2019 ·
2020 − 2029
EK's: 1968 ·
1980 ·
1988 ·
1992 ·
1996 ·
2000 ·
2004 ·
2012 · 
2016 · 
2020 · 
2024
WK's: 1950 ·
1954 ·
1958 ·
1962 ·
1966 ·
1970 ·
1982 ·
1986 ·
1990 ·
1998 ·
2002 ·
2006 ·
2010 ·
2014 ·
2018 · 
2022
Albanië ·
Algerije ·
Andorra ·
Argentinië ·
Australië ·
Azerbeidzjan ·
België ·
Bosnië en Herzegovina ·
Brazilië ·
Bulgarije ·
Canada ·
Chili ·
China ·
Colombia ·
Costa Rica ·
Cyprus ·
Denemarken ·
DDR · 
Duitsland ·
Ecuador ·
Egypte ·
Estland ·
Finland ·
Frankrijk ·
Georgië ·
Ghana ·
GOS ·
Griekenland ·
Honduras ·
Hongarije ·
Ierland ·
IJsland · 
Iran ·
Israël ·
Italië ·
Ivoorkust ·
Jamaica ·
Japan ·
Joegoslavië ·
Kameroen ·
Kazachstan ·
Koeweit ·
Kosovo ·
Kroatië ·
Liechtenstein ·
Litouwen ·
Luxemburg ·
Maleisië ·
Malta ·
Marokko ·
Mexico ·
Moldavië ·
Montenegro ·
Nederland ·
Nieuw-Zeeland ·
Nigeria ·
Noord-Ierland ·
Noord-Macedonië ·
Noorwegen ·
Oekraïne ·
Oostenrijk ·
Panama · 
Paraguay ·
Peru · 
Polen ·
Portugal ·
Roemenië ·
Rusland ·
San Marino · 
Saoedi-Arabië ·
Schotland ·
Senegal ·
Servië ·
Servië en Montenegro · 
Slovenië ·
Slowakije ·
Sovjet-Unie ·
Spanje ·
Trinidad en Tobago ·
Tsjechië ·
Tsjecho-Slowakije ·
Tunesië ·
Turkije ·
Uruguay ·
Verenigde Staten ·
Wales ·
Wit-Rusland ·
Zuid-Afrika ·
Zuid-Korea ·
Zweden ·
Zwitserland
Algerije (2010) · 
Argentinië (1986) · 
Argentinië (1998) · 
Argentinië (2002) · 
België (1990) · 
België (2018, 1) · 
België (2018, 2) · 
Brazilië (2002) · 
Colombia (1998) ·
Colombia (2018) ·
Costa Rica (2014) ·
Denemarken (2002) ·
Denemarken (2021) · 
Duitsland (2000) ·
Duitsland (2010) ·
Duitsland (2021) ·
Ecuador (2006) ·
Egypte (1990) ·
Frankrijk (1982) ·
Frankrijk (2012) ·
Frankrijk (2022) ·
Ierland (1990) · 
IJsland (2016) ·
Italië (1990) · 
Italië (2012) · 
Italië (2014) · 
Italië (2021) · 
Kameroen (1990) · 
Koeweit (1982) · 
Kroatië (2018) ·
Kroatië (2021) · 
Marokko (1986) · 
Nederland (1990) · 
Nigeria (2002) · 
Oekraïne (2012) · 
Oekraïne (2021) ·
Panama (2018) · 
Paraguay (1986) · 
Paraguay (2006) · 
Polen (1986) · 
Portugal (1986) · 
Portugal (2000) · 
Portugal (2006) · 
Roemenië (1998) ·
Roemenië (2000) ·
Rusland (2016) ·
Schotland (2021) ·
Senegal (2022) ·
Slovenië (2010) ·
Slowakije (2016) ·
Spanje (1982) ·
Spanje (2024) ·
Trinidad en Tobago (2006) ·
Tsjechië (2021) ·
Tsjecho-Slowakije (1982) ·
Tunesië (1998) ·
Tunesië (2018) ·
Uruguay (2014) ·
Verenigde Staten (2010) ·
Wales (2016) · 
West-Duitsland (1966) ·
West-Duitsland (1982) ·
West-Duitsland (1990) ·
Zweden (2002) ·
Zweden (2006) · 
Zweden (2012)